# Junior Bonner
Junior Bonner ist ein US-amerikanisches Filmdrama mit Western-Elementen des Regisseurs Sam Peckinpah aus dem Jahr 1972.

## Handlung
Junior Bonner ist ein Rodeoreiter, der seine Glanzzeit hinter sich hat. Sein letzter Einsatz auf einem störrischen Bullen hat ihm einige Verletzungen eingebracht. Bonner fährt nach Hause nach Arizona, um an der Parade und am Rodeo für den amerikanischen Unabhängigkeitstag teilzunehmen. 
Zu Hause angekommen, sieht er, dass das Haus seiner Eltern eingeebnet wurde. Veranlasst hat dies sein jüngerer Bruder Curly, ein Grundstücksspekulant, der an dieser Stelle neue Häuser bauen will. Sein Vater Ace, ein Taugenichts und Frauenheld, und seine bodenständige und kränkelnde Mutter Elvira haben sich entfremdet. 
Aces Wunsch ist es, nach Australien auszuwandern, um dort als Schafescherer oder in einer Goldmine zu arbeiten. Er versucht, sich das Geld von Junior zu leihen. Junior besticht den Rodeo-Manager Buck Roan, damit er den Bullen „Sunshine“ noch einmal reiten kann. Dafür soll Buck die Hälfte des Preisgeldes erhalten. Junior schafft es, die geforderten acht Sekunden auf dem Bullen durchzuhalten. Er geht in ein Reisebüro und kauft seinem Vater ein One-Way-Ticket erster Klasse nach Australien.

## Hintergrund
Gedreht wurde im US-Bundesstaat Arizona. Ida Lupino arbeitete 1957 für die Comedy-Serie Mr. Adams and Eve und sah Peckinpah, der hinter ihrem Grundstück in einer Bretterbude lebte. Sie beschaffte ihm Arbeit als Drehbuchautor für die Serie. Die Rolle der Mutter ist Peckinpahs Dank an Lupino.

## Kritiken
Kritiker waren sich bei diesem Film nicht einig. Für den film-dienst war es „[e]in psychologisch gut durchgezeichneter, kulturpessimistischer, inszenatorisch etwas trocken geratener Film voller Wehmut und Melancholie“. Das Fazit von Cinema lautete schlicht: „Melancholisch-pessimistisches Werk von Sam Peckinpah.“
Nicolai Bühnemann von filmzentrale.com bemängelte in erster Linie die Vorhersehbarkeit des „Rodeofilmchens“. Er hält ihm aber auch eine Relativierung der Schwarzweißmalerei zugute. Damit habe Regisseur Peckinpah „seinen Film vor der allgegenwärtigen Gefahr, in Cowboynostalgie und Wildwestromantik zu ertrinken“ bewahrt. Die Produktion sei daher „kein reiner Eskapismus, wie der Lifestyle seiner Hauptfiguren, sondern eine ernsthafte Beschäftigung mit zwischenmenschlichen Konflikten in Umbruchsituationen und der Frage nach der Identität des Menschen in der alles aufsaugenden, verdauenden und (gefiltert) wiederausscheidenden Konsumgesellschaft“.